# 100 Greatest Marvels of All Time
A 100 Greatest Marvel of All Time (magyarul; Minden idők 100 legjobb Marvel-története) egy, a Marvel Comics által kiadott, tíz gyűjteménykötetekből álló képregénysorozat volt, melynek darabjai 2001-ben jelentek meg. A sorozatot megelőzően a Marvel felkérte olvasóit, hogy szavazzanak melyik a kedvenc képregénytörténetük. A több mint 50 000 szavazat alapján a kiadó elkészített egy 100-as listát, melyből az első 25 helyet elfoglaló történeteket ismét megjelentette gyűjteménykötet formájában. Az első öt kötet mindegyike négy-négy történetet tartalmazott, az toplista élén szereplő öt történet öt külön kiadásban jelent meg.

## A legjobb történetek 100-as listája

### Helyezettek 100-tól 26-ig
100. Generation X #1 (1994. november) – Third Genesis – Az X-Generáció nevű csapat első megjelenése.
99. Captain America #444 – Az első szám melyet Mark Waid írt.
98. Fantastic Four – Az első szám melyet John Byrne írt és rajzolt.
97. X-Factor – Az X-Faktor csapata látogatást tesz a pszichiáter Samson Dokinál.
96. Amazing Spider-Man #101 – Morbius, az élő vámpír első megjelenése.
95. Iron Man 3. sorozat, #1 – Az első szám melyet Kurt Busiek írt.
94. Fantastic Four #18 – A Super Skrull első megjelenése.
93. Uncanny X-Men #145 – Fátum Doktor és a Gyilkolászda.
92. Captain Marvel #34 – Mar-Vell kapitány harca Nitró ellen.
91. X-Men (vol.1) #121 – Az Alfa Különítmény első megjelenése.
90. Uncanny X-Men #283 – Bishop első megjelenése.
89. Secret Wars #8 – A fekete Pók-ruha első megjelenése.
88. Uncanny X-Men #248 – Az első szám melyet Jim Lee rajzolt.
87. X-Factor (vol. 1) #24 – Arkangyal első megjelenése.
86. X-Men (vol. 2) #53 – Onslaught első megjelenése.
85. Amazing Spider-Man (vol. 1) #238 – Vészmanó első megjelenése.
84. Amazing Spider-Man (vol. 1) #194 – Fekete Macska első megjelenése.
83. The Avengers (vol. 1) #57 – Vízió első megjelenése.
82. Amazing Spider-Man (vol. 1) #90 – Stacy kapitány halála.
81. Captain America (vol. 1) #117 – Sólyom első megjelenése
80. Fantastic Four Annual #3 – Susan Storm (Láthatatlan) és Reed Richards (Mr. Fantastic) esküvője.
79. Tales of Suspense (vol. 1) #57 – Sólyomszem első megjelenése.
78. Amazing Spider-Man (vol. 1) #31 - Harry Osborn és Gwen Stacy első megjelenése.
77. Uncanny X-Men #266 – Gambit első megjelenése.
76. X-Force (vol. 1) #1
75. The Punisher War Journal #6 – Megtorló vs. Rozsomák
74. X-Factor (vol. 1) #6 - Apokalipszis első (teljes) megjelenése.
73. Iron Man (vol. 1) #55 - Thanos első megjelenése.
72. Uncanny X-Men #162 – X-Men vs. Fészek
71. Uncanny X-Men #172 – Rozsomák és Mariko Yashida esküvője.
70. X-Men (vol. 1) #14 – Az első robot Őr megjelenése.
69. Uncanny X-Men #212 – Rozsomák vs. Kardfogú
68. X-Men (vol. 2) #30 – Jean Grey (Főnix) és Scott Summers (Küklopsz) esküvője.
67. Amazing Spider-Man (vol. 1) #13 – Mysterio első megjelenése.
66. X-Factor (vol. 1) #1 – Az eredeti X-Men visszatérése.
65. X-Men (vol. 1) #129 – A Pokoltűz Klub első megjelenése.
64. Uncanny X-Men #256 – Az "új" Psziché megjelenése.
63. Uncanny X-Men #210 – Mutáns mészárlás
62. New Mutants (vol. 1) #1 – Az Új Mutánsok első megjelenése.
61. X-Men (vol. 1) #100 – A Jean Grey (Főnix) halála.
60. Uncanny X-Men #303 – Illyana Rasputin (Varázs) halála.
59. Iron Fist (vol. 1) #14 – Kardfogú első megjelenése.
58. Fantastic Four (vol. 1) #100 – Az összes Fantasztikus Négyes ellenség felvonultatása.
57. Amazing Spider-Man (vol. 1) #298 – Az első szám melyet Todd McFarlane rajzolt.
56. X-Men (vol. 1) #9 – X-Men vs. Bosszú Angyalai
55. Iron Man (vol. 1) #225 – “Páncél Háború”
54. Marvel Spotlight (vol. 1) #5 – A Szellemlovas első megjelenése.
53. Fantastic Four (vol. 1) #4 – Namor, a Torpedó visszatérése.
52. Amazing Spider-Man (vol. 1) #2 – A Keselyű első megjelenése.
51. X-Men (vol. 1) #108 – Az X-Men megmenti az M'Kraan Kristályt.
50. Amazing Spider-Man (vol. 1) #129 – A Megtorló első megjelenése.
49. Uncanny X-Men #171 – Vadóc csatlakozik az X-Men-hez.
48. Uncanny X-Men #225 – A mutánsok végzete
47. Uncanny X-Men #159 – X-Men vs. Drakula; Vihar eredete.
46. The Avengers (III) #1 – Heroes Return; az első szám melyetKurt Busiek írt.
45. Amazing Spider-Man (vol. 1) #50 – A Vezér első megjelenése.
44. X-Men (vol. 1) #12 – Buldózer első megjelenése.
43. The Amazing Spider-Man (vol. 1) #6 – A Gyík első megjelenése.
42. X-Men (vol. 1) #58 – Plazma első megjelenése.
41. X-Men (vol. 1) #3 – Haspók első megjelenése.
40. Wolverine (vol. 2) #145 – Rozsomák visszakapja az adamantium csontozatát.
39. Incredible Hulk (vol. 2) #340 – Hulk vs. Rozsomák
38. X-Men (vol. 1) #2 – Enyészet első megjelenése.
37. Wolverine (vol. 1) #4
36. Secret Wars #1 – A Túlontúli első megjelenése.
35. Amazing Spider-Man (vol. 1) #3 – Dr. Octopus első megjelenése.
34. The Silver Surfer (vol. 1) #1 – Az Ezüst Utazó saját sorozatának első száma.
33. Fantastic Four (vol. 1) #12 – A Lény legelső összecsapása a Hulk-al.
32. X-Men (vol. 1) #95 – Viharmadár halála.
31. Journey into Mystery (vol. 1) #83 – Thor első megjelenése.
30. X-Men (vol. 1) #4 – A Gonosz Mutánsok Testvériségének első megjelenése.
29. Tales of Suspense (vol. 1) #39 – Vasember első megjelenése.
28. Fantastic Four (vol. 1) #5 – Fátum Doktor első megjelenése.
27. Amazing Spider-Man (vol. 1) #14 – A Zöld Manó első megjelenése.
26. Daredevil (vol. 2) #1 – Az első szám melyet Kevin Smith írt.

### Helyezettek 25-től 22-ig
25. X-Men (vol. 1) #141 – A jövendő múlt napjai
24. Fantastic Four (vol. 1) #48 – Ezüst Utazó és Galactus első megjelenése.
23. Amazing Spider-Man (vol. 1) #1 – Pókember saját sorozatának első száma; találkozás a Fantasztikus Négyessel; a Kaméleon első megjelenése.
22. Daredevil (vol. 1) #181 – Elektra Natchios halála.

### Helyezettek 21-től 18-ig
21. The Avengers (vol. 1) #1 – A Bosszú Angyalainak első megjelenése.
20. Uncanny X-Men #350 – Gambit titkára fény derül, Magneto visszatérése.
19. Amazing Spider-Man (vol. 1) #122 – A Zöld Manó (Norman Osborn) halála.
18. Captain America (vol. 1) #109 – Amerika Kapitány eredetének újramesélése.

### Helyezettek 17-től 14-ig
17. Incredible Hulk (vol. 2) #181 – Rozsomák első megjelenése.
16. X-Men (vol. 2) #25 – Magneto kitépi Rozsomákból az adamantium csontozatát.
15. Amazing Spider-Man (vol. 1) #33 – Pókember a romok alól kiszabadulva megmenti a beteg May néni életét.
14. Spider-Man (vol. 1) #1 – A Todd McFarlane által készített sorozat első száma.

### Helyezettek 13-tól 10-ig
13. Incredible Hulk (vol. 1) #1 – A Hulk első megjelenése.
12. Ultimate X-Men #1 - Újvilág-i X-Men sorozat első száma.
11. Daredevil (vol. 1) #227 – A Vezér megtudja Fenegyerek titkos személyazonosságát.
10. Wolverine (vol. 2) #75 – Rozsomák csontkarmainak az első megjelenése.

### Helyezettek 9-től 6-ig
9. Ultimate Spider-Man #1 -Újvilági Pókember első száma.
8. X-Men (vol. 1) #1 – Az X-Men és Magneto első megjelenése.
7. The Avengers (vol. 1) #4 – Az igazi Amerika Kapitány első megjelenése a második világháború óta.
6. Amazing Spider-Man (vol. 1) #121 – Gwen Stacy halála.

### Helyezettek 5-től 1-ig
5. X-Men (vol. 2) #1 – Több mint 1 millió eladott példány.
4. Giant-Size X-Men #1 – A Második teremtés
3. X-Men (vol. 1) #137 – Jean Grey (Főnix) halála.
2. Fantastic Four (vol. 1) #1 – A Fantasztikus Négyes első megjelenése.
1. Amazing Fantasy #15 - Pókember első megjelenése.

## Fordítás
- Ez a szócikk részben vagy egészben  a(z)   100 Greatest Marvels of All Time című angol Wikipédia-szócikk fordításán alapul.  Az eredeti cikk szerkesztőit annak laptörténete sorolja fel. Ez a jelzés csupán a megfogalmazás eredetét és a szerzői jogokat jelzi, nem szolgál a cikkben szereplő információk forrásmegjelöléseként.